# William Hewson (kirurg)
William Hewson, angleški kirurg, anatom in fiziolog, * 14. november 1739, † 1. maj 1774.
Nekateri ga imajo za očeta hematologije.